# Black (film, 2005)
Pour les articles homonymes, voir Black.
Ne pas confondre avec le film de Pierre Laffargue, Black.
Pour plus de détails, voir Fiche technique et Distribution.
Black (ब्लैक) est un film dramatique indien, produit et réalisé par Sanjay Leela Bhansali, sorti en 2005.

## Synopsis
À la suite d'une maladie, Michelle McNally (Rani Mukherjee) devient aveugle et sourde alors qu'elle n'a que deux ans. Face à leur enfant avec lequel ils ne peuvent plus communiquer, les parents sont désemparés et huit années s'écoulent avant qu'ils ne se tournent vers Debraj Sahai (Amitabh Bachchan), un professeur spécialisé. Celui-ci, à force de patience et de persévérance, parvient à apprendre à Michelle à identifier des mots, à les exprimer à l'aide de signes et à leur donner une signification. Michelle reprend ainsi contact avec le monde qui l'entoure. Des années plus tard, alors qu'elle est devenue adulte, Michelle retrouve son ancien professeur durement touché par la maladie d'Alzheimer. À son tour, elle fait tout son possible pour lui venir en aide.

## Fiche technique
Sauf indication contraire, les informations mentionnées dans cette section peuvent être confirmées par la base de données cinématographiques IMDb,  présente dans la section « Liens externes ».
- Titre : Black
- Titre original : ब्लैक
- Réalisation : Sanjay Leela Bhansali
- Scénario : Sanjay Leela Bhansali, Bhavani Iyer, Prakash Kapadia
- Direction artistique : Omung Kumar
- Décors : Sabyasachi Mukherji
- Costumes : Sabyasachi Mukherji
- Photographie : Ravi K. Chandran
- Montage : Bela Segal
- Musique : Monty Sharma
- Production : Sanjay Leela Bhansali, Anshuman Swami
- Sociétés de production : Applause Bhansali Productions, Applause Entertainment Ltd., SLB Films Pvt. Ltd.
- Sociétés de distribution : Bodega Films, Yash Raj Films
- Budget de production : 180 000 000 ₹
- Pays d'origine :  Inde
- Langues : Hindi, anglais
- Format : Couleurs - 2,35:1 - DTS / Dolby Digital - 35 mm
- Genre : Drame
- Durée : 122 minutes
- Dates de sorties en salles : 
  -  France : 6 septembre 2006
  -  Inde : 4 février 2005

## Distribution
- Amitabh Bachchan : Debraj Sahai
- Rani Mukherjee : Michelle McNally 
  - Ayesha Kapur : Michelle, enfant
- Shernaz Patel : Catherine McNally, la mère de Michelle.
- Dhritiman Chatterjee : Paul McNally, le père de Michelle.
- Sillo Mahava : Mme Gomes
- Mahabanoo Mody-Kotwal] : Mme Nair
- Chippy Gangjee : le principal Fernandes
- Salomi Roy Kapur : Martha
- Kenny Desai : Dr Mehta
- Arif Shah : Marc Brugger
- Bomie E. Dotiwala : Mr Brugger
- Jeroo Shroff : Mme Brugger
- Nandana Sen : Sara McNally

## Autour du film

### Anecdotes
- Le scénario de Black s'inspire de la vie d'Helen Keller, déjà portée à l'écran en 1962 par Arthur Penn (Miracle en Alabama).
- Black fait partie de la liste des 10 meilleurs films par le Time, en 2005.

### Critiques
En regard du box-office, Black a été largement acclamé par la critique. Il obtient 67 % d'avis positifs sur Rotten Tomatoes, sur la base de 6 commentaires collectées.Il et est évalué à une moyenne de 2,9/5 pour 13 critiques de presse sur Allociné.

« Le style mélodramatique de cette version indienne se surajoute à une histoire qui ne l'est pas moins, les deux signes finissant inéluctablement par s'annuler. »

— Jacques Mandelbaum, Le Monde, 6 septembre 2006.

« (...) Hystérie du jeu des acteurs et contraste éblouissant entre noir et blanc expriment avec justesse l'enfermement traumatisant de l'héroïne. (...) cette esthétique se boursoufle et Bhansali tombe dans le piège de son histoire trop exemplaire. »

— Ophélie Wiel, Télérama, 6 septembre 2006

## Distinctions
| Année             | Distinction                 | Catégorie                             | Nom                                                  | Résultat   |
| ----------------- | --------------------------- | ------------------------------------- | ---------------------------------------------------- | ---------- |
| 21 janvier 2006   | Producers Film Guild Awards | Meilleur film                         | Black                                                | Lauréat    |
| 21 janvier 2006   | Producers Film Guild Awards | Meilleur réalisateur                  | Sanjay Leela Bhansali                                | Lauréat    |
| 21 janvier 2006   | Producers Film Guild Awards | Meilleur acteur                       | Amitabh Bachchan                                     | Lauréat    |
| 21 janvier 2006   | Producers Film Guild Awards | Meilleure actrice                     | Rani Mukherjee                                       | Lauréat    |
| 21 janvier 2006   | Producers Film Guild Awards | Meilleure actrice dans un second rôle | Ayesha Kapoor                                        | Lauréat    |
| 21 janvier 2006   | Producers Film Guild Awards | Meilleur scénario                     | Sanjay Leela Bhansali, Bhavani Iyer, Prakash Kapadia | Nomination |
| 25 février 2006   | Filmfare Awards             | Meilleur film                         | Black                                                | Lauréat    |
| 25 février 2006   | Filmfare Awards             | Meilleur réalisateur                  | Sanjay Leela Bhansali                                | Lauréat    |
| 25 février 2006   | Filmfare Awards             | Meilleur acteur                       | Amitabh Bachchan                                     | Lauréat    |
| 25 février 2006   | Filmfare Awards             | Meilleure actrice                     | Rani Mukherjee                                       | Lauréat    |
| 25 février 2006   | Filmfare Awards             | Meilleure actrice dans un second rôle | Ayesha Kapoor                                        | Lauréat    |
| 25 février 2006   | Filmfare Awards             | Meilleur film - critiques             | Black                                                | Lauréat    |
| 25 février 2006   | Filmfare Awards             | Meilleur acteur - critiques           | Amitabh Bachchan                                     | Lauréat    |
| 25 février 2006   | Filmfare Awards             | Meilleure actrice - critiques         | Rani Mukherjee                                       | Lauréat    |
| 25 février 2006   | Filmfare Awards             | Meilleur montage                      | Bela Segal                                           | Lauréat    |
| 25 février 2006   | Filmfare Awards             | Meilleure photographie                | Ravi K. Chandran                                     | Lauréat    |
| 25 février 2006   | Filmfare Awards             | Meilleure musique d'accompagnement    | Amitabh Bachchan                                     | Lauréat    |
| 4 mars 2006       | Zee Cine Awards             | Meilleur film                         | Black                                                | Lauréat    |
| 4 mars 2006       | Zee Cine Awards             | Meilleur réalisateur                  | Sanjay Leela Bhansali                                | Lauréat    |
| 4 mars 2006       | Zee Cine Awards             | Meilleur acteur                       | Amitabh Bachchan                                     | Lauréat    |
| 4 mars 2006       | Zee Cine Awards             | Meilleure actrice                     | Rani Mukherjee                                       | Lauréat    |
| 4 mars 2006       | Zee Cine Awards             | Meilleure actrice dans un second rôle | Ayesha Kapoor                                        | Lauréat    |
| 4 mars 2006       | Zee Cine Awards             | Meilleure photographie                | Ravi K. Chandran                                     | Lauréat    |
| 4 mars 2006       | Zee Cine Awards             | Meilleur montage                      | Bela Segal                                           | Lauréat    |
| 4 mars 2006       | Zee Cine Awards             | Meilleur son                          | Anup Dev                                             | Lauréat    |
| 4 mars 2006       | Zee Cine Awards             | Meilleure musique d'accompagnement    | Monty Sharma                                         | Lauréat    |
| 17 juin 2006      | IIFA Awards                 | Meilleur film                         | Black                                                | Lauréat    |
| 17 juin 2006      | IIFA Awards                 | Meilleur réalisateur                  | Sanjay Leela Bhansali                                | Lauréat    |
| 17 juin 2006      | IIFA Awards                 | Meilleur acteur                       | Amitabh Bachchan                                     | Lauréat    |
| 17 juin 2006      | IIFA Awards                 | Meilleure actrice                     | Rani Mukherjee                                       | Lauréat    |
| 17 juin 2006      | IIFA Awards                 | Meilleure actrice dans un second rôle | Ayesha Kapoor                                        | Lauréat    |
| 17 juin 2006      | IIFA Awards                 | Meilleure photographie                | Ravi K. Chandran                                     | Lauréat    |
| 17 juin 2006      | IIFA Awards                 | Meilleur montage                      | Bela Segal                                           | Lauréat    |
| 17 juin 2006      | IIFA Awards                 | Meilleur son                          | Anup Dev                                             | Lauréat    |
| 17 juin 2006      | IIFA Awards                 | Meilleure histoire                    | Sanjay Leela Bhansali                                | Nomination |
| 17 juin 2006      | IIFA Awards                 | Meilleure actrice dans un second rôle | Shernaz Patel                                        | Nomination |
| 14 septembre 2007 | National Film Awards        | Meilleure film en langue hindi        | Black                                                | Lauréat    |
| 14 septembre 2007 | National Film Awards        | Meilleur acteur                       | Amitabh Bachchan                                     | Lauréat    |